# Ciclu catalitic
În chimie, un ciclu catalitic este un mecanism de reacție în mai multe etape care implică utilizarea un catalizator. Ciclul catalitic este principala metodă de descriere a rolului catalizatorilor în biochimie, chimia organometalică, chimia bioinorganică, știința materialelor etc.
Deoarece catalizatorii sunt regenerați la finalul reacției, ciclurile catalitice sunt de obicei descrise ca o secvență de reacții chimice sub forma unei bucle. În astfel de cicluri, etapa inițială presupune legarea unuia sau mai multor reactanți de către catalizator, iar etapa finală este eliberarea produsului și regenerarea catalizatorului. 

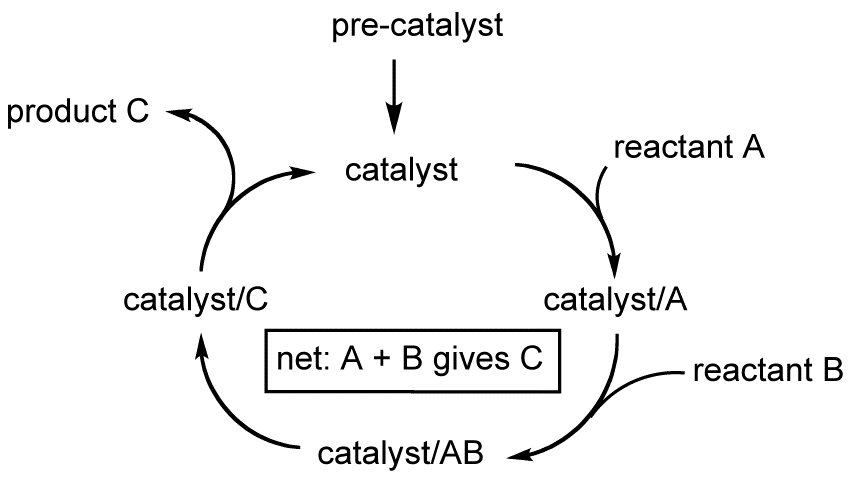
Un exemplu de ciclu catalitic prin care are loc conversia precursorilor A și B la produsul C

Exemple de reacții care decurg prin cicluri catalitice sunt procesul Monsanto, procesul Wacker și reacția Heck.
Un ciclu catalitic nu reprezintă neapărat un mecanism de reacție complet. De exemplu, este posibil ca unii intermediarii să fi fost detectați, dar să nu se știe prin ce mecanisme au loc reacțiile elementare.